# Floră alpină

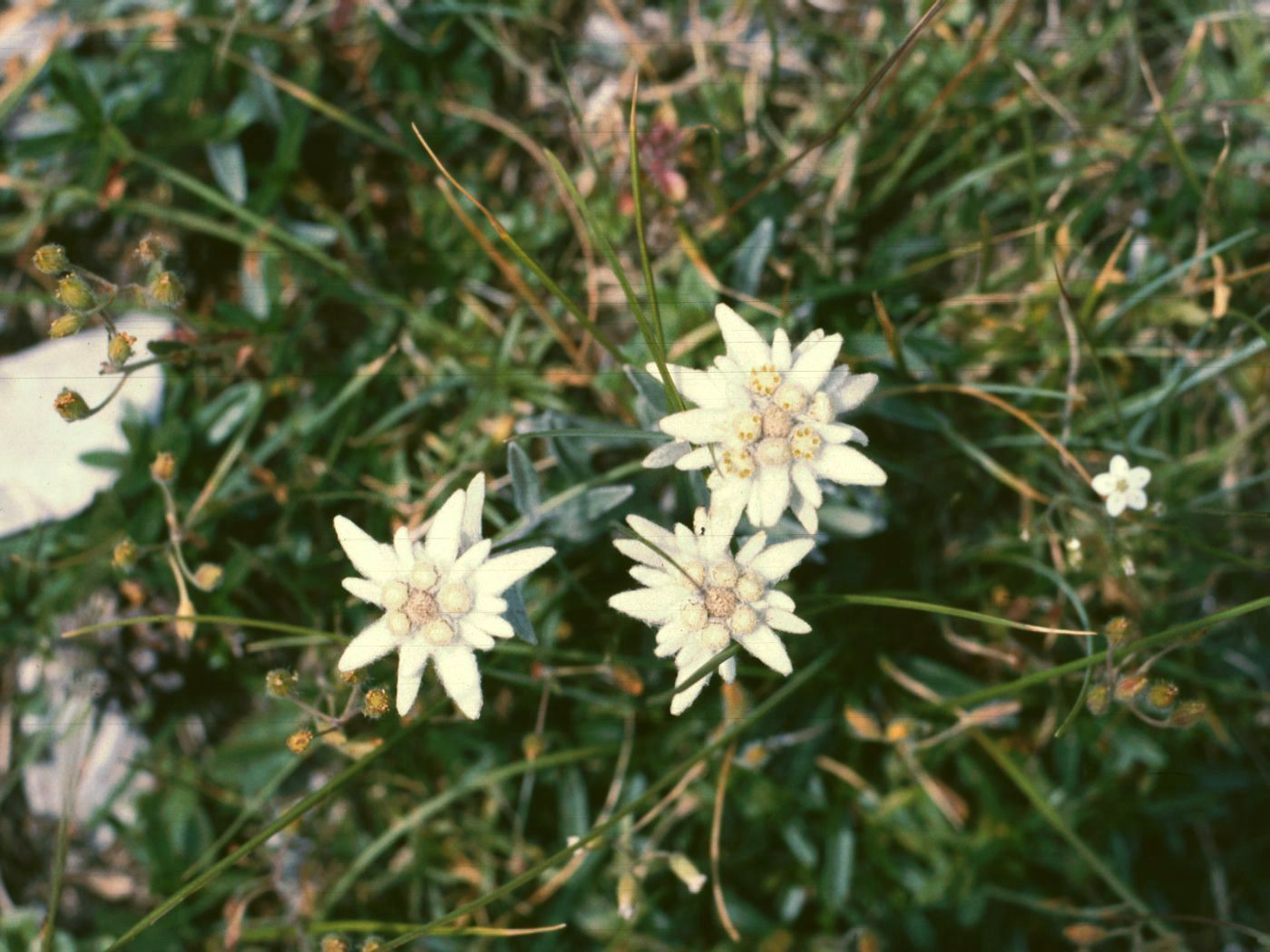
Leontopodium alpinum

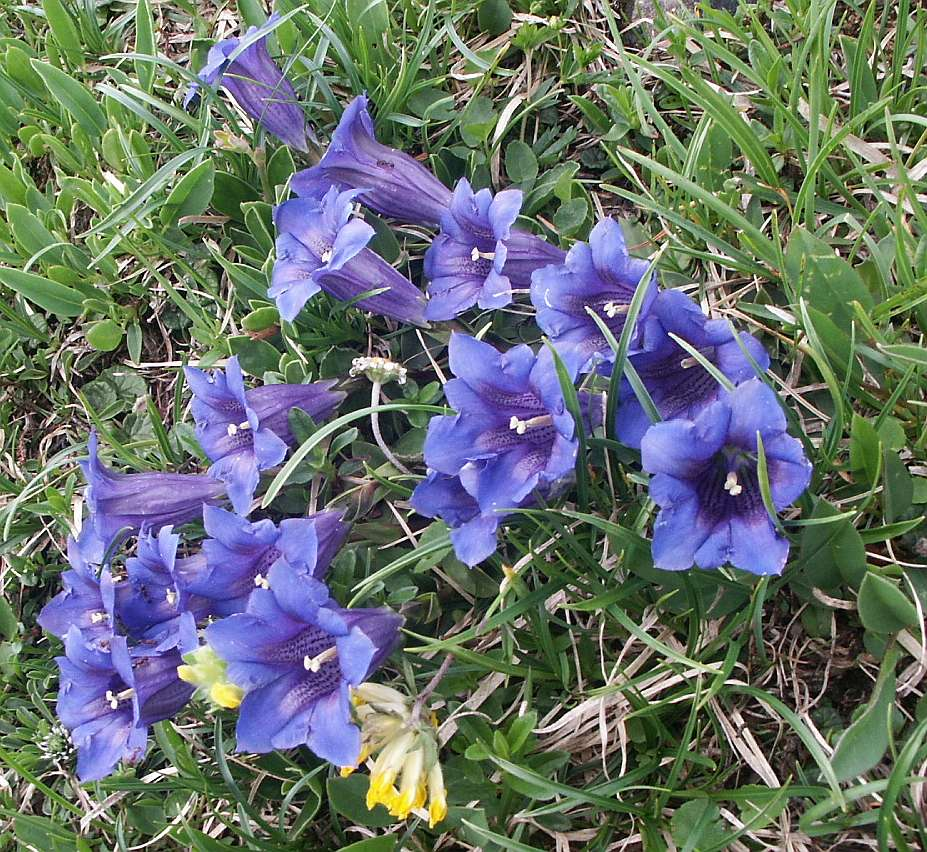
Gentiana clusii

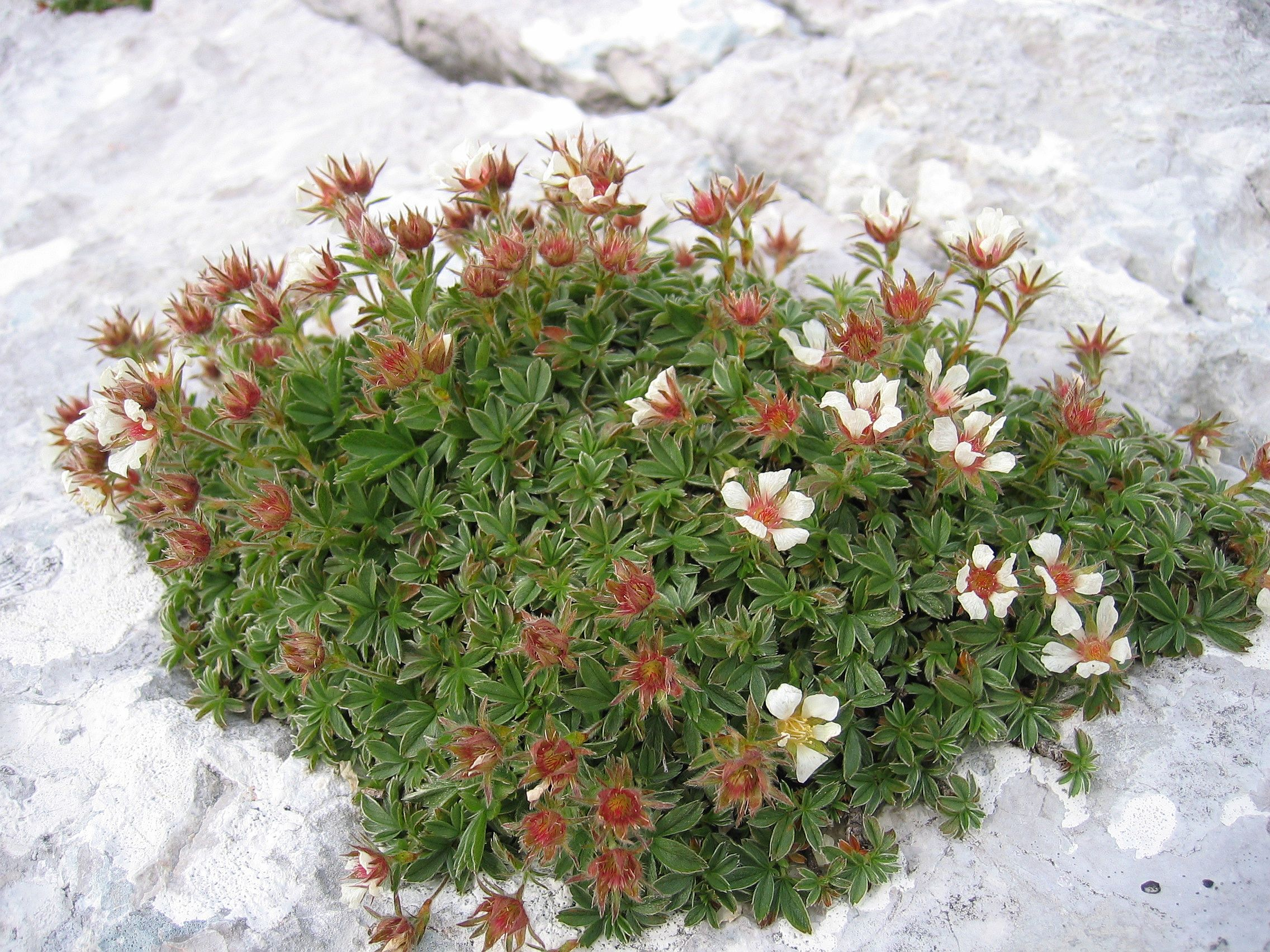
Potentilla clusiana

Floră alpină este  un termen care definește totalitatea plantelor care se găsesc în regiunea munților Alpi, regiune situată peste limita pădurilor. Această zonă ca altitudine nu poate fi delimitată precis deoarece sunt plante din flora alpină care cresc și în văile munților. În general existența plantelor alpine este determinată de
- altitudine
- nișa ecologică
- componența solului

Solurile alpine sunt soluri sărace bogate în calcar, dolomit sau silicați. Plante tipice pentru pășunile alpine sunt cele din genul Nardetum și Seslerio-Semperviretum.

## Formarea florei alpine
După retragerea în perioada mezozoică a mării Tetis în urmă cu 60 de milioane de ani, a domnit în Europa o climă caldă umedă tropicală, cu temperatură medie anuală de  22°Celsius. Această climă fiind favorabilă pentru creșterea palmierilor, magnoliilor, arborilor mamut și a cedrilor de mlaștină. În perioada terțiară, prin schimbarea climei au apărut plantele mai mici dintre care unele există și în prezent ca: Erica carnea, Sempervivum, Senecio, și Alchemilla. Prin ridicarea terenului și formarea munților, flora nouă a luat naștere pe trei căi principale:
1. Adaptarea plantelor existente la noile condiții ecologice ex. Hieracium
2. Migrarea unor plante care au trăit în zone asemănătoare de munte din Altai, Himalaya, ca de ex. Saxifraga, Aquilegia, Androsace, Rhododendron, unele specii de Gentiana și Papaver alpinum
3. Migrarea și adaptarea unor plante mediteraneene, ca de ex. Crocus, Narcissus, Orchidaceae, Campanula.

Urmează o schimbare radicală a climei în perioada glaciară, când are loc o migrare spre sud a florei scandinave, cu plante ca Dryas octopetala, Salix herbacea și Loiseleuria procumbens, pe când plantele care nu se pot adapta la noile condiții vor dispărea. După retragerea ghețarilor unele plante meditareneene vor ajunge din nou în regiunile alpine mai joase. Limita pădurilor în trecut fiind la altitudini mai înalte cu 300 – 400 m decât azi.